# بیمارستان امام علی (کرمانشاه)
بیمارستان امام علی (ع) بیمارستانی در شهر کرمانشاه است. این مرکز در سال ۱۳۷۸ به عنوان اولین مرکز جراحی قلب و آنژیوگرافی در غرب ایران آغاز به کار نمود. این بیمارستان تحت پوشش دانشگاه علوم پزشکی کرمانشاه اداره می‌شود.

## تاریخچه
در سال ۱۳۷۳ گروه جراحی قلب کرمانشاه به صورت موقت در «بیمارستان شهید بهشتی کرمانشاه» شروع به کار کرد و هم‌زمان یک مرکز قلب جداگانه به نام «بیمارستان امام علی (ع)» از همان سال شروع به تأسیس گردید. این مرکز در سال ۱۳۷۸ به عنوان اولین مرکز جراحی قلب و آنژیوگرافی در غرب ایران در زمینی به مساحت ۲۳۰۰۰ متر مربع، دارای ۱۲۶۰۰ متر مربع زیر بنا و ۱۵۵ تخت آغاز به کار کرد. با ارتقای کمی و کیفی خدمات تشخیصی و درمانی در طی سال‌های اخیر این مرکز به عنوان بزرگ‌ترین مرکز آموزشی تحقیقاتی و درمانی منطقۀ غرب ایران خدمات تخصصی و منحصربه‌فردی را در زمینۀ قلب و عروق ارائه می‌کند. به طوری که این مرکز در سه سال متوالی به عنوان تخت‌های نمونۀ کشوری و چندین سال در رتبه‌های عالی کشور در خصوص آنژیوگرافی اورژانسی (p.pci) برگزیده شده است. گسترهٔ فعالیت این مرکز از محدودۀ استان کرمانشاه فرا رفته و در حال حاضر علاوه بر این استان، پذیرای بیماران استان‌های کردستان، ایلام، لرستان و کشور عراق نیز می‌باشد.

## بخش‌های بیمارستان
مرکز تحقیقاتی، آموزشی و درمانی قلب و عروق امام علی (ع) با دارا بودن ۱۵۵ تخت فعال دارای بخش‌های بستری جراحی قلب مردان، زنان، اطفال، CCU ،Post CCU ،ICU، بخش‌های داخلی مردان و زنان، اتاق عمل، بخش آنژیوگرافی، دیالیز، اکوکاردیوگرافی، بخش تنفس، درمانگاه تخصصی، مرکز بازتوانی، داروخانه، رادیولوژی، پزشکی هسته‌ای، آزمایشگاه و اورژانس می‌باشد.
از نظر آموزشی این مرکز در زمینۀ تربیت دانشجویان رشته‌های پزشکی و پیراپزشکی و دستیار فوق تخصص جراحی قلب و دستیار تخصصی قلب فعال است. این مرکز یکی از مراکز مهم دانشگاهی در زمینۀ تحقیقاتی بوده و مرکز تحقیقات هدایت فعالیت‌های تحقیقاتی را بر عهده دارد.
این مرکز در حال حاضر با حدود ۶۵۰ نفر پرسنل درمانی و اداری در حال فعالیت است.

## رخدادها
عصر پنجشنبه ۸ خرداد ۱۴۰۴ ساعت ۱۹:۰۷ یکی از اتاق‌های طبقۀ سوم ساختمان بیمارستان دچار آتش‌سوزی شد که بر اثر آن تمام ساختمان دچار دودگرفتگی شد. این حادثه خسارت جانی در پی نداشت و با تلاش آتش‌نشانان مهار شد.